# Microsoft Lumia 435
Le Microsoft Lumia 435 est un smartphone conçu et assemblé par le constructeur Microsoft Mobile. Il fonctionne sous le système d'exploitation Windows Phone 8.1.
Il sort en janvier 2015 et est le moins cher des smartphones Lumia commercialisés dans les pays occidentaux. 
Deux mois plus tard, Microsoft annonce la sortie de son « petit frère » le Microsoft Lumia 430, moins cher d'une dizaine de dollars mais destiné aux marchés africains, indiens, russes et asiatiques. Le 430 diffère du premier essentiellement par ses dimensions.